# Yanjin (Zhaotong)

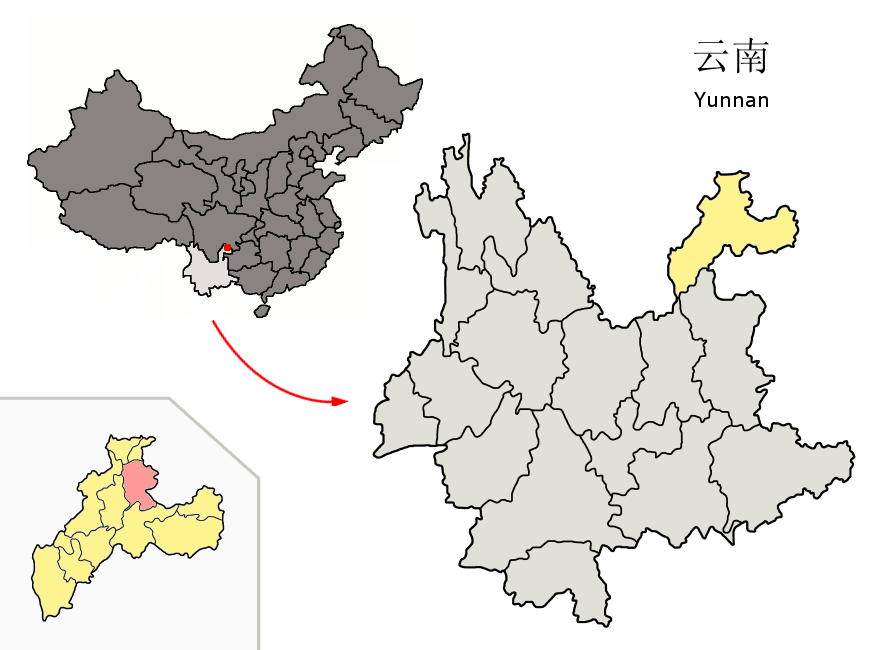
Lage des Kreises Yanjin (rosa) auf dem Gebiet der bezirksfreien Stadt Zhaotong (gelb)

Der Kreis Yanjin (chinesisch 鹽津縣 / 盐津县, Pinyin Yánjīn Xiàn) ist ein Kreis der bezirksfreien Stadt Zhaotong in der chinesischen Provinz Yunnan. Die Fläche beträgt 2.021 Quadratkilometer und die Einwohnerzahl 317.463 (Stand: Zensus 2020). 1999 zählte Yanjin 343.096 Einwohner.
Die teilweise nur wenige hundert Meter breite Hauptsiedlung liegt zwischen steil aufragenden, bis über 2000 Meter hohen Bergen im engen, tief eingeschnittenen Flusstal des Guanhe. Sie ist durch häufige Hochwasser gefährdet.
Die Felsinschrift von Yuan Zi (Yuan Zi tiji moya shike 袁滋题记摩崖石刻) aus der Zeit der Tang-Dynastie steht seit 1988 auf der Liste der Denkmäler der Volksrepublik China (3-174).